# Бен-Сасон, Менахем
Менахем Бен-Сасон (род. 7 июля 1951, Иерусалим, Израиль) — израильский историк, профессор, президент Всемирной организации еврейских исследований.
Прошёл службу в рядах израильской армии (Нахаль в кибуце Эйн-Цурим, затем артиллерийские войска).
В 1973—1975 годах учился в Еврейском университете в Иерусалиме (еврейская история, еврейская философия), в 1976—1982 годах — докторантура в том же университете (еврейская история и исламские исследования). Пост-докторант проходил в Кембриджском университете.
С 1997 года по 2001 — ректор Еврейского университета в Иерусалиме. С 2004 года профессор Менахем Бен-Сасон возглавляет научно—исследовательский институт Бен-Цви по изучению истории общин восточных евреев.
Председатель Комиссии по образованию и член Совета управления музея «Яд ва-Шем».
Член кнессета 17-го созыва от партии «Кадима», председатель законодательной комиссии и парламентской следственной комиссии по прослушиванию телефонных переговоров.